# Michael Haneke
Michael Haneke (München, 23 maart 1942) is een Oostenrijks filmregisseur. Hij werd voor Amour genomineerd voor twee Oscars in de categorieën beste oorspronkelijke scenario en beste regie. Meer dan dertig andere prijzen werden hem daadwerkelijk toegekend, waaronder de Gouden Palm op het Filmfestival van Cannes voor Das weiße Band in 2009 en voor Amour in 2012. Ook won hij een European Film Award voor Benny's Video en Caché.

## Levensloop
Haneke studeerde psychologie, wijsbegeerte en theaterwetenschappen in Wenen. Daar begon hij later zelf les te geven in het regisseren aan de Weense filmacademie, naast zijn eigen filmactiviteiten. Haneke wil dat zijn films iets van de kijker vragen, zodat iedereen nadien iets anders beleefd kan hebben, zoals boeken in ieders beleving anders kunnen zijn. Daarom vermijdt hij doorgaans dat hij aangeboden ideeën en theorieën al te expliciet in beeld brengt.
Haneke heeft tot nu ook twee opera's geregisseerd: Don Giovanni van Mozart in Parijs in 2007 en Così fan tutte van dezelfde componist voor De Munt in Brussel in 2013.
In 2014 kreeg hij de Deense Sonningprisen toegekend voor 'zijn uitmuntende bijdragen aan de Europese cultuur'.
Haneke is een zoon van Fritz Haneke en Beatrix Degenschild, die beiden als acteur werkten.

## Filmografie

### Lange speelfilms
- 1989: Der siebente Kontinent
- 1992: Benny's Video
- 1994: 71 Fragmente einer Chronologie des Zufalls
- 1997: Funny Games
- 2000: Code inconnu
- 2001: La Pianiste
- 2003: Le Temps du loup
- 2005: Caché
- 2007: Funny Games U.S.
- 2009: Das weiße Band
- 2012: Amour
- 2017: Happy End

### Televisiefilms
- 1974: ...Und was kommt danach?
- 1976: Drei Wege zum See
- 1976: Sperrmüll
- 1979: Lemminge, Teil 1: Arkadien
- 1979: Lemminge, Teil 2: Verletzungen
- 1983: Variation
- 1984: Wer war Edgar Allan?
- 1985: Fräulein
- 1991: Nachruf für einen Mörder
- 1992: Die Rebellion
- 1997: Das Schloß

### Korte films
- 1995: Lumière et compagnie (segment)

### Opera's
- 2007: Don Giovanni
- 2013: Così fan tutte